# Gyorskorcsolya az 1948. évi téli olimpiai játékokon
Az 1948. évi téli olimpiai játékokon gyorskorcsolyában négy versenyszámot rendeztek. A versenyeket január 31. és február 3. között tartották.

## Részt vevő nemzetek
A versenyeken 15 nemzet 68 sportolója vett részt.
- Ausztria (AUT) (3)
- Belgium (BEL) (1)
- Csehszlovákia (TCH) (1)
- Dánia (DEN) (1)
- Egyesült Államok (USA) (9)
- Finnország (FIN) (5)
- Hollandia (NED) (4)
- Kanada (CAN) (4)
- Dél-Korea (KOR) (3)
- Magyarország (HUN) (5)
- Nagy-Britannia (GBR) (5)
- Norvégia (NOR) (12)
- Olaszország (ITA) (4)
- Svájc (SUI) (5)
- Svédország (SWE) (6)

## Éremtáblázat
(Az egyes számoszlopok legmagasabb értéke, vagy értékei vastagítással kiemelve.)
| Az 1948. évi téli olimpiai játékok éremtáblázata gyorskorcsolyában | Az 1948. évi téli olimpiai játékok éremtáblázata gyorskorcsolyában | Az 1948. évi téli olimpiai játékok éremtáblázata gyorskorcsolyában | Az 1948. évi téli olimpiai játékok éremtáblázata gyorskorcsolyában | Az 1948. évi téli olimpiai játékok éremtáblázata gyorskorcsolyában | Olimpia  |
| ------------------------------------------------------------------ | ------------------------------------------------------------------ | ------------------------------------------------------------------ | ------------------------------------------------------------------ | ------------------------------------------------------------------ | -------- |
|                                                                    | Ország                                                             | Arany                                                              | Ezüst                                                              | Bronz                                                              | Összesen |
| 1.                                                                 | Norvégia (NOR)                                                     | 3                                                                  | 2                                                                  | 1                                                                  | 6        |
| 2.                                                                 | Svédország (SWE)                                                   | 1                                                                  | 1                                                                  | 1                                                                  | 3        |
|                                                                    |                                                                    |                                                                    |                                                                    |                                                                    |          |
| 3.                                                                 | Egyesült Államok (USA)                                             | 0                                                                  | 2                                                                  | 0                                                                  | 2        |
| 4.                                                                 | Finnország (FIN)                                                   | 0                                                                  | 1                                                                  | 1                                                                  | 2        |
|                                                                    |                                                                    |                                                                    |                                                                    |                                                                    |          |
| Összesen                                                           | Összesen                                                           | 4                                                                  | 6                                                                  | 3                                                                  | 13       |

## Érmesek
| Az 1948. évi téli olimpiai játékok érmesei gyorskorcsolyában |                                  |         |                                            |         |                                  |              |
| Versenyszám                                                  | Arany                            | Arany   | Ezüst                                      | Ezüst   | Bronz                            | Bronz        |
| 500 m                                                        | Finn Helgesen · Norvégia (NOR)   | 43,1    | Ken Bartholomew · Egyesült Államok (USA)   | 43,2    | nem adták ki                     | nem adták ki |
| 500 m                                                        | Finn Helgesen · Norvégia (NOR)   | 43,1    | Thomas Byberg · Norvégia (NOR)             | 43,2    | nem adták ki                     | nem adták ki |
| 500 m                                                        | Finn Helgesen · Norvégia (NOR)   | 43,1    | Robert Fitzgerald · Egyesült Államok (USA) | 43,2    | nem adták ki                     | nem adták ki |
| 1500 m                                                       | Sverre Farstad · Norvégia (NOR)  | 2:17,6  | Åke Seyffarth · Svédország (SWE)           | 2:18,1  | Odd Lundberg · Norvégia (NOR)    | 2:18,9       |
| 5000 m                                                       | Reidar Liaklev · Norvégia (NOR)  | 8:29,4  | Odd Lundberg · Norvégia (NOR)              | 8:32,7  | Göthe Hedlund · Svédország (SWE) | 8:34,8       |
| 10 000 m                                                     | Åke Seyffarth · Svédország (SWE) | 17:26,3 | Lassi Parkkinen · Finnország (FIN)         | 17:36,0 | Pentti Lammio · Finnország (FIN) | 17:42,7      |